# Heracleum kingdoni
Heracleum kingdoni är en flockblommig växtart som beskrevs av H.Wolff. Heracleum kingdoni ingår i släktet lokor, och familjen flockblommiga växter. Inga underarter finns listade i Catalogue of Life.